# 弗朗切斯科·阿爾巴尼
弗朗切斯科·阿爾巴尼（義大利語：或；1578年3月17日—4月17日1660年）是一位意大利巴洛克畫家，活躍于家鄉博洛尼亞和羅馬等地。

## 生平
他出生於博洛尼亞，其父本來想教他經商，但12歲時在畫家丹尼斯·卡爾法特手下當學徒遇到了圭多·雷尼，隨後從圭多·雷尼學畫。
1600年移居羅馬，1602年至07年間為聖母聖心堂繪製壁畫，1606至07年間為馬太府繪製壁畫，1609年為巴薩諾羅馬諾的一座府邸（Palazzo Giustiniani，今Palazzo Odescalchi）繪製天頂畫，1612年為和平聖母教堂繪製壁畫，1616年在科爾索大道為“Palazzo Verospi”繪製壁畫。後來他開始與原來的師傅圭多·雷尼競爭，但實際仍十分尊重他的老師，並且受其指導在奎里納爾宮的一個小聖堂里工作。
他的妻子死後，阿爾巴尼回到家鄉博洛尼亞并再度結婚，他一直居住在這裡直到逝世。

## 外部連結
维基共享资源上的相關多媒體資源：弗朗切斯科·阿爾巴尼

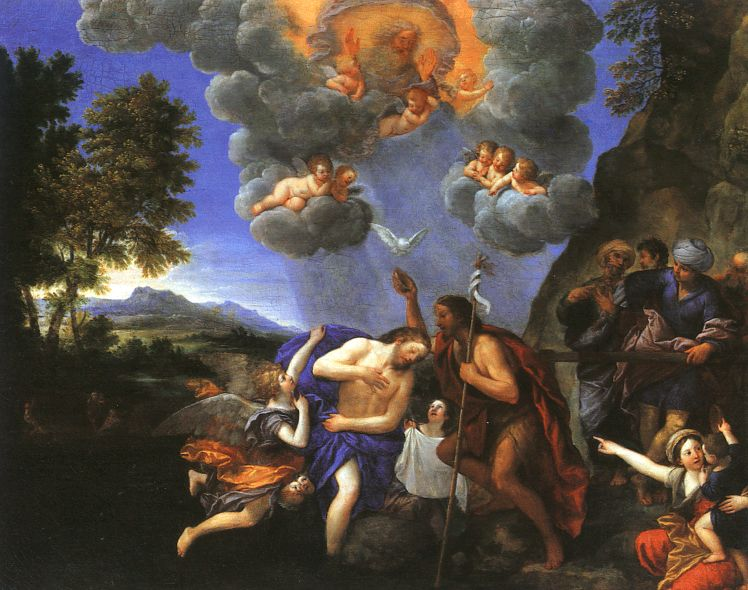
《基督受洗》，約1640年

- Francesco Albani in the "History of Art"} （页面存档备份，存于）
- Francesco Albani Paitings Gallery